# شهرستان آزویگو (نیویورک)
شهرستان آسوگو، نیویورک (به انگلیسی: Oswego County, New York) یک سکونتگاه مسکونی در ایالات متحده آمریکا است که در ایالت نیویورک واقع شده‌است.

## خصوصیات
شهرستان آسوگو ۳٬۳۹۸٫۰۸ کیلومترمربع مساحت دارد.